# Clark (månkrater)
För andra betydelser, se Clark (olika betydelser).
Clark är en nedslagskrater på månens baksida. Clark har fått sitt namn efter den båda amerikanska optikerna Alvan Clark och Alvan Graham Clark.
Kratern har en diameter på ungefär 52 km.

## Satellitkratrar
| Clark | Latitud | Longitud | Diameter |
| ----- | ------- | -------- | -------- |
| F     | 38.4° S | 122.5° Ö | 27 km    |